# Pacifisticuffs
Albums de Diablo Swing Orchestra
Pandora's Piñata
(2012) Swagger & Stroll Down The Rabbit Hole
Singles
1. Jigsaw Hustle
Sortie : 18 octobre 2014
2. Knucklehugs
Sortie : 3 novembre 2017
3. The Age of Vulture Culture
Sortie : 1er décembre 2017

Pacifisticuffs est le quatrième album du groupe de metal avant-gardiste suédois Diablo Swing Orchestra, publié le 8 décembre 2017 par Candlelight Records et distribué par Spinefarm Records,.

## Liste des chansons
Toute la musique est composée par Diablo Swing Orchestra.
| No  | Titre                                | Durée |
| --- | ------------------------------------ | ----- |
| 1.  | Knucklehugs (Arm yourself with love) | 2:26  |
| 2.  | The Age of Vulture Culture           | 5:00  |
| 3.  | Superhero Jagganath                  | 5:41  |
| 4.  | Vision of the Purblind               | 1:01  |
| 5.  | Lady Clandestine Chainbreaker        | 4:50  |
| 6.  | Jigsaw Hustle                        | 4:52  |
| 7.  | Pulse of the Incipient               | 0:34  |
| 8.  | Ode to the Innocent                  | 3:49  |
| 9.  | Interruption                         | 5:21  |
| 10. | Cul-de-Sac Semantics                 | 1:09  |
| 11. | Karma Bonfire                        | 4:14  |
| 12. | Climbing the Eyewall                 | 4:40  |
| 13. | Porch of Perception                  | 0:43  |